# Mitchellville (Iowa)
Pour les articles homonymes, voir Mitchellville.
Mitchellville est une ville des  comtés de Jasper et Polk, en Iowa, aux États-Unis. Elle est fondée en 1856 et incorporée le 30 septembre 1875.